# Arlington (Iowa)
Arlington – miasto w Stanach Zjednoczonych, w stanie Iowa, w hrabstwie Fayette.

## Demografia
W 2000 liczyło 490 mieszkańców. W 2023 liczba mieszkańców spadła do 418 osób, a gęstość zaludnienia poniżej 155 osób/km².